# 超人力霸王傑斯
《超人力霸王傑斯》（日文：ウルトラマンゼアス，英文：Ultraman Zearth）是1996年3月9日所上映的超人力霸王特攝電影。標語為「地球只能被超人力霸王拯救了。（地球はもう、ウルトラマンにしか救えない）」、「電視上看不到的新超人力霸王！（TVじゃ見れない、新しいウルトラマン!）」。
其續作《超人力霸王傑斯2：光與影》於1997年4月12日上映，標語為「最強的敵人，超人力霸王」！（最強の敵は、ウルトラマンだ）。

## 概要
本作為《超人力霸王系列》開播以來的30周年紀念電影，同時也和電視劇集《超人力霸王迪卡》一樣，為《超人力霸王80》完結後16年由日本首次發行的「新系列作品」。也是該系列中第一個於電影版本出場的超人力霸王角色。
此企劃原先是作為出光興產公司的CM代言角色。但在電通的配合下則衍生起電影作品，當初除了與原先為正統續作系列的《超人力霸王涅歐斯》區別開來外，還打算在新超人增加許多幽默形象和模仿喜劇風格的設定。因此在傑斯的角色設計上，則首次採用以紅色主調覆蓋整個頭部的設計。
擔任首部電影的導演是中島信也，他曾負責製作三得利“冰進”的廣告，編劇則是由長坂秀佳擔任，更是其在《超人力霸王衛司》之後24年來，再度為系列撰寫劇本。製片人是鈴木清，他是一名攝影師，曾活躍於《超人力霸王葛雷》和《超人力霸王帕瓦德》。在這部作品之後，鈴木將擔任平成超人力霸王系列電影的製作人。
《超人力霸王傑斯》的主演包含當時負責出光興產形象角色的隧道二人組，以及擔任二人組經理的關口雅治，以及過去曾出演過超人力霸王系列的許多演員客串演出。最初的構圖是木梨憲武為主角，石橋貴明飾演敵役角色，但兩人提議以關口擔任主角才同意出現，因此成為本作的一大特色之一。影響方面，除了使用35mm膠片拍攝外，作為一項新的挑戰，超人力霸王和戰機的大部分飛行場景與技術效果，皆是使用新興的CG數位合成所繪製的，光線也以數位合成處理，並非傳統的光學合成。 隨後則在1997年發行了續集《超人力霸王傑斯2：光與影》。原先也曾計劃《超人力霸王傑斯3》的企劃，但因為劇組最終將電影機會讓給《超人力霸王帝納》劇場版而未能實現。
此外，第一部作品中的戰鬥場景並非發生在城市，而是在虛擬的山地或平坦的土地，這是因為拍攝初期時發生了阪神大地震，為了不讓觀眾容易引起災後的聯想因此而捨棄了此場景設定，但在在第二部作品中則出現城市戰鬥的場景。

## 故事大綱

### 《超人力霸王傑斯》
來自Z95星雲的超人力霸王戰士「超人力霸王傑斯」來到地球，並化身成青年「朝日勝人」來到了超宇宙防衛機構「Mydo」擔任實習隊員進行對抗怪獸的作戰，不過由於超人力霸王傑斯的潔癖非常之嚴重，甚至到了只要沾上臟東西就會崩潰的地步，因此而遭到慢性瓦斯過剩症宇宙人「苯星人」發現，因化身為人類姿態惡神亞久馬，蓄意前來髒汙朝日勝人的身心。
而到苯星人抓走了勝人的隊友星見透時，並將她和幾個孩子放在由污泥和髒水構成泥湖中央時，雖然超人力霸王傑斯有嚴重潔癖，但最終仍克服對髒污的恐懼，並成功使出光線技消滅吸金爆獸。也將苯星人踢離地球之外。

### 《超人力霸王傑斯2：光與影》
妖艷宇宙女王「班森夫人」通過顯示器，接收到「苯星人」傳來的訊息後準備向傑斯一償前仇。並來到地球上化身為名叫影美的女性開辦道場。並特地打造以超人力霸王傑斯為範本的機器人「超人力霸王影子」，並透過「洗腦赤色超音波光線」照射心志脆弱的人，使他們失魂引領走入道場，並洗腦成戰鬥人成為自己的奴隸。而勝人為了拯救被控制的隊友星見透和無辜市民，則日夜特訓阻止班森夫人的邪惡計畫。

## 登場角色

### M.Y.D.O
全名宇宙防衛機構（Mysterious Yonder Defence Organization）隸屬於地球防衛聯盟轄下，遠在月球、木星、土星、天王星都有支部。其中MYDO的日本支部建立在市中心，但外表卻是一家有着巨幅廣告招牌的加油站，內部員工除了擔任正式防衛隊的人員工作外，也幫客户辦理加油業務和清洗汽車。
 朝日勝人    （ ）
飾演者：関口正晴
本作主角，24歲→25歲。真實身份是從299萬光年遠的「Z95星雲」為了整治受污染的地球而降臨的超人力霸王傑斯，同時也是M.Y.D.O的見習隊員（在第二作則提升為正式隊員）。是一位相當溫柔，富有正義感，同時還對任何事物相當敏感的年輕人，最初患有潔癖症，由於討厭骯臟的事物而且儘自己最大的努力清洗乾淨，而這也是他最大的弱點，後來因克服困難而成為獨當一面的戰士。
平時是使用叫做「Picari Brusher」的電動牙刷進行變身。在第二作遭到超人力霸王影子的擊敗後，沒能盡到保護之責加上害怕失敗而失去了信心，因此向M.Y.D.O提出了辭呈，但在Z95星雲的父親在天際留下「鍛鍊心志」的超極字訊後，湊巧來到勇氣習武的「正道會館」並決心在此展開鍛鍊，最後而因此恢復自信，為了拯救星見透再度變身成傑斯，並成功擊敗影子，最終返回M.Y.D.O繼續任職工作。
大河内神平   （  ）
飾演者：石橋貴明
32歲→33歲，M.Y.D.O的初代隊長。是宇宙物理學當中的權威，同時在思維敏捷，推力分析能力也是相當優異的標準，專長棒球。有著細心大膽，不畏強敵的性格。過去時曾經歷各種戰鬥，因此有著相當豐富的作戰經歷。
在第二作則被提拔為地球防衛聯盟的參謀。
小中井佛吉  （  ）
飾演者：木梨憲武
31歲→32歲，M.Y.D.O的初代副隊長。
平時非常細心，性格幽默的男子，專長足球，對於隊長派出的指示都會考慮周到。不過看起來有些神經過敏，常憑一己的臆測作主觀的判斷。
在第二作則被提拔為地球防衛聯盟的副參謀。
 星見透 （  ）
飾演者：高岡由香
19歲→20歲，主要擔任通訊聯絡，善於操控「天空魚」戰機的M.Y.D.O隊員。
是是MYDO培訓學校畢業的首期學員，是位友善，個性堅強且永不放棄希望的美少女，也經常關心隊友勝人的心情，並經常以演奏長笛激勵著勝人。
有一個上小學的弟弟勇氣，在第一作中遭到悪神亞久馬綁架而和其他的孩子們受困於苯星人的泥濘沼澤裡，並和的孩子們一起演奏長笛幫助戰鬥的傑斯打氣。
在第二作則因被妖艷宇宙女王的「洗腦赤色超音波光線」所控制，而被引領走入道場成為戰鬥人奴隸，最終被傑斯所救出後也隱約發覺到傑斯就是勝人的真實身份，但實質的真相則未知。
 武村岩太  （  ）
飾演者：大久保博元
28歲→29歲，是M.Y.D.O的王牌射擊手。
擅長相撲，力氣是出乎驚人的大。對於電腦分析能力不屑一顧，而以氣勢和根性為信念進行戰鬥。
相當害怕老鼠。
 薩摩萬 （  ）
飾演者： 森次晃嗣
第二作登場，40歲，M.Y.D.O的第二代隊長。位相當資深，歷戰無數的戰士，但他的過去的戰鬥經歷則是未知，也未記錄在綠的數據庫中。受大河內之託來接管MYDO。似乎從過去就知道勝人是傑斯的秘密，並一直激勵著他。
演員森次晃嗣過去曾在《超人七號》飾演主角諸星彈，而「薩摩萬」的名稱則是取自同部作品中的角色「薩摩次郎」而來。
 數學  （  ）
飾演者：宮川一朗太
第二作登場，32歲，M.Y.D.O的第二代副隊長。其數學能力就像其名字一樣強，喜歡隨身帶著笔记本電腦來準確計算概率和戰鬥的方法，並具有相當高超的的駭客技術。
 綠  （  ）
飾演者：伊藤香奈子（聲演）
安裝在M.Y.D.O基地地下室中的巨型超級電腦，不僅管理基地的運作，同時也是收集數據和計劃戰略的核心設備。
最初是由大河内神平所使用，需要通過聲紋掃描與指紋掃描才能進入。因此大河内神平對其十分信任，不過計算結果並不靠譜，曾被數學黑過一次。

### 敵役角色
悪神亞久馬  （  ）
飾演者：鹿賀丈史
第一作的反派角色，真實身份為慢性瓦斯過多宇宙人「苯星人」。 
為體內積攢瓦斯，所以得了瓦斯過多症，了收集足夠的金子來緩解瓦斯派出「吸金爆獸克天保派」來到地球吸收黃金，並侵略地球好試圖抹殺傑斯的存在。並在地球上化身為記者惡神亞久馬。駕駛著能變成直升機和黑色汽車的機器比格爾暗中活動。 
偶爾會到M.Y.D.O加油站做些惹人嫌的事後離去，並認為「破壞」有著美學的意義，經常會低聲說「破壞才是藝術的極致」。
在劇情後期巨大化，並綁架了星見透一同與傑斯戰鬥。一度將傑斯逼入絕境，最終則被克服恐懼的傑斯踢出大氣層，漂浮在宇宙空間中發誓要向傑斯復仇。
在第二部中平安回到母星，通過顯示器囑託妻子「班森夫人」一定要消滅傑斯。
 妖艷宇宙女王「班森夫人」（影美） （  ）
飾演者：神田宇乃
第二作的反派角色，是慢性瓦斯過多宇宙人「苯星人」的妻子。
是位性格冷酷、極惡無比的女子，在地球上化身為名叫「影美」的女性，並開辦影美道場，將自己道場裡的學徒洗腦成戰鬥人，讓被洗腦的地球人成為被踩在自己腳底下的奴隸。

平時以人類姿態登場，擁有著充滿魅惑且邪魅的妝容，留著一頭咖啡髮色綁著高馬尾，全身配戴着高貴的黃金配飾，穿著十分性感的黑色露胸外衣，一對性感酥胸若隱若現，腳下踩著一雙高跟長靴顯得女王氣息相當渾厚，平常踩著黑色高跟長靴乘坐黑色的摩托車到處遊玩，自身的身材也十分性感，腹部沒有一絲贅肉。留着修長的指甲，手指塗著神秘的紫色指甲油。讓人感到一絲高高在上的姿態，相當的有女王氣場。
面對討厭的傑斯，會想毫不留情的把對方狠狠踩在自己的腳下蹂躪，在加完油後收到加油站怪獸贈送的傑斯人偶，十分鄙夷，直接扔在地上，用高跟長靴一腳就把傑斯人偶給狠狠壓在自己的靴底下踩扁，也符合影美認為傑斯應當只配躺在自己腳下，讓自己狠狠踩著在她的腳底下羞辱與玩弄的想法。
偶爾會到M.Y.D.O加油站做些惹人嫌的事後離去。和丈夫一樣患有瓦斯過多症，所以需要從母星通過顯示屏來補給黃金的能源。
最終在影子被傑斯擊敗後自動離開地球，但預留「當人類心志脆弱之際，必會再次歸返」的伏筆。

### 其他登場角色
警備員、 東海林雄司 
飾演者： 黒部進
在第一作時為新成警備株式會社的警備員，任職於日本銀行，目擊了黃金被「吸金爆獸克天保派」吸收瞬間。
在第二作則是以普通大眾角色登場。當目睹了兇猛的影子時，先是擺出超人的變身姿勢，再後悔拿著勺子說：「如果我還年輕，我不會輸給這樣的人。」演員黒部進過去曾在《超人力霸王》飾演早田進隊員。
釣魚者 
飾演者： 小林昭二
目擊了「苯星人」將湖泊變成泥濘沼澤的可憐路人。
在第二作因演員小林昭二去世的因素而以照片形式登場。
演員小林昭二過去曾在《超人力霸王》飾演村松敏夫隊長。
攝影師 
飾演者：二瓶正也
一邊哼著「超人力霸王之歌」一邊試圖給金閣寺拍照的路人，並目擊了黃金被「吸金爆獸克天保派」吸收的瞬間。在第二作在家吃拉麵時，透過窗戶目睹了M.Y.D.O出擊的瞬間，並稱釣魚者的照片為「父親」。
演員二瓶正也過去曾在《超人力霸王》飾演井手光弘隊員。
 富士子  （  ）
飾演者：櫻井浩子
唯一一位目擊M.Y.D.O汽油站變身成基地，且戰機進發景象的路人主婦。曾號召眾人前來拍攝證據，但都沒能順利揭穿M.Y.D.O的神秘面紗。
在第二作則是在路過汽油站時再度目擊M.Y.D.O出擊的瞬間。
演員櫻井浩子過去曾在《超人力霸王》飾演富士明子隊員。
 嵐龍三郎  （  ）
飾演者：毒蝮三太夫
屬於科學獨家新聞系統的記者，相當討厭M.Y.D.O，經常重複了一些不像記者素質般的的粗魯及不道德的言論，在最後目睹傑斯和M.Y.D.O協力的戰鬥後改觀
在第二作再次登場，除了改變了以往對M.Y.D.O的態度，更支持了對影子發起挑戰的M.Y.D.O。麥克風的徽標和科學搜查隊的流星標記具有相同的設計。
演員毒蝮三太夫過去曾在《超人力霸王》飾演嵐大助隊員。
 新聞主播  （  ）
飾演者：團時朗
第二作登場，報導超人力霸王傑斯與超人力霸王影子之間戰鬥的主播。當後期傑斯再度登場在向影子挑戰時，他曾說：「超人歸來了！」。
演員團時朗過去曾在《歸來的超人》飾演鄉秀樹隊員。
 圍觀遊客 
飾演者：西條康彦 、菱美百合子
第二作登場，似乎是一對夫婦的兩人在在看街頭電視時勇敢地為傑斯喝彩的角色。
演員西條康彦過去曾在《超異象之謎》飾演戸川一平，而菱美百合子過去曾在《超人七號》飾演友里安娜。
 星見勇氣  （  ）
飾演者： 崎元大海
第二作登場，星見透的弟弟，正道會館的門徒生。由於被「影美道場」的學生霸凌而相當挫敗自己的實力。並搗毀了自己製作的傑斯粘土娃娃，並責怪傑斯輸給了影子。
在事件解決後，則和勝人和一郎繼續在正道會館練習。
 一郎 
飾演者：明石勇太郎
第二作登場，影美道場的門徒生。
有次郎和三郎兩個弟弟，過去曾經是勇氣的好朋友，但卻因進入影美道場被「洗腦赤色超音波光線」所控制後，經常霸凌並攻擊勇氣。
在事件解決後則被傑斯所救，並和勝人重新和好後來到正道會館練習。
 正道會館館長 
飾演者：石井和義
第二作登場，正道會館的館長，命令師範教導勝人。
 正道會館師範 
飾演者：角田信朗
第二作登場，正道會館的師範。
儘管他是一個嚴謹的人，但他作為一名戰士的觀察力和能力相當高超，並幫助勝人成長。
 師範代 
飾演者：安迪·福克
第二作登場，相當強壯的外籍男子，向勝人展示他擅長的轉身踢和腳跟下降，並偶然促成勝人與影子戰鬥時的對策。

## 本作登場的超人力霸王

### 超人力霸王傑斯
本作所登場的超人力霸王戰士，是在距離地球299萬光年的遠方、Z95星雲出身的戰士。由於被地球的美麗所吸引、同時也因憧憬著遠親的初代超人力霸王而來到地球上，作為M.Y.D.O的見習隊員朝日勝人的身份在地球生活。其使命是清潔骯髒的地球清理乾淨，此外他的運動技能非常出色，但他並不是很好鬥。
名稱的由來是出光的汽油品牌名稱「Zeas」。在小學館出版的《超人力霸王傑斯2超全集》中，傑斯的名稱被揭露從意為天的「zenith」以及意為大地的「Earth」所合體的造詞，在第一部作品中，由於自身的潔癖症而成最大的弱點，後來因克服困難，在通過訓練自己的精神後成為獨當一面的戰士。在第二部作品中，他學會了相信自己的力量，成長到可以稱得上是一個成熟的人。
- 出生地：Z95星雲光之國
- 年齢：9500歳[1][18]
- 身長：60公尺[15][8][19][16][20][21][1][18]
- 体重：5万4540吨[15][8][19][16][20][21][1][18]
- 飛行速度：马赫19.9[7][8][19][18]
- 走行速度：马赫5.55
- 水中速度：時速889キロ
- 潜地速度：马赫1
- 跳跃力：1000米

#### 設計/造型
超人力霸王傑斯的設計是由杉浦千里和吉田穣所共同設計。外型輪廓的形狀以Zeas的首字母縮略詞“Z”為模型。最初的計劃是基於初代超人力霸王的形象[ 31] 還有一款以富士電視台連續劇 《仮面ノリダー》所發想，讓隧道二人組其中一位成員戴上頭套戰鬥的服裝式設計方案。
超人力霸王傑斯的面具製作是由開米プロ擔任，戲服則是出自アトリエグレイ，該套裝使用了跳台滑雪手衣專用的布質材料，所以使整體身體形狀清晰，而傑斯的彩色計時器和眼睛照明則是使用LED，為首次在超人力霸王系列中使用該技術的先驅。

#### 在其他作品的登場
《新世紀超人力霸王傳說》（2002年）
《新世紀2003超人力霸王傳說  THE KING'S JUBILEE》（2003年）
- 網路劇集

《超級銀河格鬥：命運的衝突》（2022年）

## 製作人員

### 第1作
- 製作：円谷一夫（日语：円谷一夫）、稲垣博司、磯村義行
- 企画：飯田尚一
- 製作人：鈴木清、森島恒行、石松茂樹
- 音楽製作人：玉川静
- 音楽：詹姆斯·下地（日语：ジェイムス下地）
- 監修：高野宏一（日语：高野宏一）
- 編劇：長坂秀佳（日语：長坂秀佳）
- 撮影：大岡新一（日语：大岡新一）
- 美術：松原裕志
- 照明：高野和男
- 録音：浦田和治（日语：浦田和治）
- 操演：村石義徳
- 監督補：宮下俊
- 助監督：高野敏幸（日语：高野敏幸）
- 殺陣：車邦秀（日语：車邦秀）
- スクリプター：黒河内美佳
- 製作担当：土肥裕二
- 音楽ディレクション：吉江一男
- 背景：島倉二千六（日语：島倉二千六）
- 怪獣メンテナンス：宮川秀男、福井康之、天野英誉
- 音響：伊藤克巳
- 効果：今野康之
- タイトル：熊谷幸雄
- 超人力霸王傑斯設計：杉浦千里
- 魔爪設計：吉田穣
- 飛棍設計：青井邦夫
- 標體設計：吉田等
- 助理製片人：渋谷浩康（日语：渋谷浩康）
- 協力：出光興産株式会社
- 製作：圓谷製作、索尼影視娛樂、日本索尼音樂娛樂、電通
- 監督・特技監督：中島信也（日语：中島信也）（東北新社）
- 配給 - 松竹、索尼影視娛樂[26]

### 第2作
- 製作：円谷一夫、五藤宏
- 企画：飯田尚一
- 製作人：鈴木清、森島恒行、石松茂樹
- 音楽製作人：玉川静
- 音楽：詹姆斯下地
- 編劇：斎藤和典
- 撮影：大岡新一
- 美術：松原裕志
- 照明：高野和男
- 録音：浦田和治
- 操演：村石義徳
- 助監督：原田昌樹（日语：原田昌樹）
- 殺陣：車邦秀
- 編集：松木朗
- 電影攝影記録：山内薫
- 製作担当：中井光夫
- 音樂方向：吉江一男
- 背景：島倉二千六
- 角色维护：天野英誉、木場太郎
- 第二单位拍摄：石渡均（日语：石渡均）
- 視覺效果協調員：阿部雄一（日语：アベユーイチ）
- 音響：伊藤克巳
- 効果：今野康之
- 角色設計：杉浦千里、吉田穣
- 機械設計：青井邦夫
- 助理製片人：渋谷浩康
- 協力：出光興産
- 製作：圓谷製作、日本索尼音樂娛樂、電通
- 監督・特技監督：小中和哉（日语：小中和哉）
- 配給 - 松竹[26]

### 同時放映作品
第1作
- 甦醒！超人力霸王（日语：甦れ!ウルトラマン）
- 超人力霸王公司（日语：ウルトラマンカンパニー）

第2作
- 超級貓（日语：ウルトラニャン）
- 最強之路〜WELCOME TO THE K zone（夜間播映）

## 関連項目
- 托支援隧道二人組的大家的福（日语：とんねるずのみなさんのおかげです）
- 超人力霸王系列
- 奧特出光人